# Tang Wang-yip
Pour les articles homonymes, voir Tang.
Dans ce nom, le nom de famille, Tang, précède le nom personnel.
Tang Wang-yip (chinois simplifié : 邓宏业 ; chinois traditionnel : 鄧宏業 ; pinyin : Dèng Hóngyè; en cantonais jyutping Dang6 wang4 jip6), né le 5 juin 1984, est un coureur cycliste hongkongais.

## Biographie
Tang Wang-yip commence sa carrière en 2005 avec l'équipe Continental Purapharm. Dans sa première saison, il termine huitième au classement général du Tour de la mer de Chine méridionale. Course qu'il remporta en 2007. Lors des jeux asiatiques de 2006 à Doha, il termine huitième de l'épreuve du contre-la-montre gagné par Song Baoqing.

## Palmarès
- 2006
  - 2e du Tour de la mer de Chine méridionale
- 2007
  -  Champion de Hong Kong du contre-la-montre
  - Tour de la mer de Chine méridionale :
    - Classement général
    - 1re étape
- 2008
  - 4e étape du Tour de la mer de Chine méridionale
- 2009
  -  Médaillé d'or de la course en ligne aux Jeux d'Asie de l'Est
  -  Médaillé de bronze du contre-la-montre par équipes aux Jeux d'Asie de l'Est
- 2010
  -  Champion de Hong Kong sur route
- 2011
  - 3e du Tour de Bintan

## Classements mondiaux
| Année         | 2006 | 2007 | 2008 | 2009 | 2010 |
| ------------- | ---- | ---- | ---- | ---- | ---- |
| UCI Asia Tour | 235e | 36e  | 19e  | 159e | 56e  |